# Baseball alla XVII Universiade
Il torneo di baseball della XVII Universiade si è svolto a Buffalo, Stati Uniti d'America, dal 9 al 14 luglio 1993. Al torneo maschile hanno partecipato 4 squadre.

## Podio
| Evento                       | Oro  | Argento       | Bronzo |
| Baseball maschile (dettagli) | Cuba | Corea del Sud | Canada |

## Medagliere
| Posizione | Paese         |   |   |   | Totale |
| --------- | ------------- | - | - | - | ------ |
| 1         | Cuba          | 1 | 0 | 0 | 1      |
| 2         | Corea del Sud | 0 | 1 | 0 | 1      |
| 3         | Canada        | 0 | 0 | 1 | 1      |
| Totale    | Totale        | 1 | 1 | 1 | 3      |